# Northwest Airlink

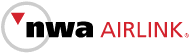
Il logo di Northwest Airlink dal 2003 al 2011.

Northwest Airlink era il nome commerciale della compagnia aerea regionale sussidiaria di Northwest Airlines che impiegò apparecchi turboelica e jet presso gli hub nazionali del nord-ovest a Minneapolis, Detroit, e Memphis. Il servizio era principalmente per città e cittadine di piccole e medie dimensioni in cui gli aerei più grandi potevano non essere economici da utilizzare e anche per mercati più grandi per fornire capacità aggiuntiva o voli più frequenti di quanto si potesse giustificare utilizzando i più grandi aerei di linea. A partire da luglio 2009 il nome commerciale Northwest Airlink venne gradualmente eliminato e sostituito da Delta Connection, sussidiaria di Delta Air Lines, come parte della fusione Delta/Northwest.

## Storia
La Northwest Airlink venne costituita nel dicembre 1984 quando Northwest Airlines intraprese alcune misure per migliorare i suoi servizi nazionali stipulando un accordo di marketing con Mesaba Airlines. All'epoca Mesaba era la compagnia aerea dominante che serviva Minneapolis/St Paul all'epoca. In base all'accordo Mesaba avrebbe operato come Northwest Orient Airlink. Mesaba inizialmente operava con velivoli per pendolari e turboelica regionali. Al tempo la sua flotta comprendeva quattordici Beechcraft 99 e un Fokker F27 Friendship. Nel 1985 Big Sky Airlines stipulò un accordo con Northwest Airlink per aeromobili da 8-18 posti passeggeri, tra cui British Aerospace BAe Jetstream 31 e Fairchild Swearingen Metroliner. Un altro operatore della Northwest Airlink era la Fischer Brothers Aviation con i turboelica per pendolari CASA C-212, Dornier 228 e Short 360.
Un programma di volo della guida aerea ufficiale (OAG) datato febbraio 1994 elenca i seguenti vettori aerei regionali e pendolari che operavano il servizio Northwest Airlink:
- Express Airlines I
- Express Airlines II
- Mesaba Airlines
- Northeast Express Regional Airlines
- Precision Airlines

Nel 2001 Pacific Island Aviation operava il servizio Northwest Airlink con velivoli turboelica per pendolari Short 360 tra Guam, Saipan e Tinian.
Successivamente venne costituita la Northwest Jetlink per operare rotte con gli Avro RJ85 di Mesaba Airlines. Un altro operatore della Jetlink era Business Express Airlines con gli Avro RJ70.

## Operatori e flotta

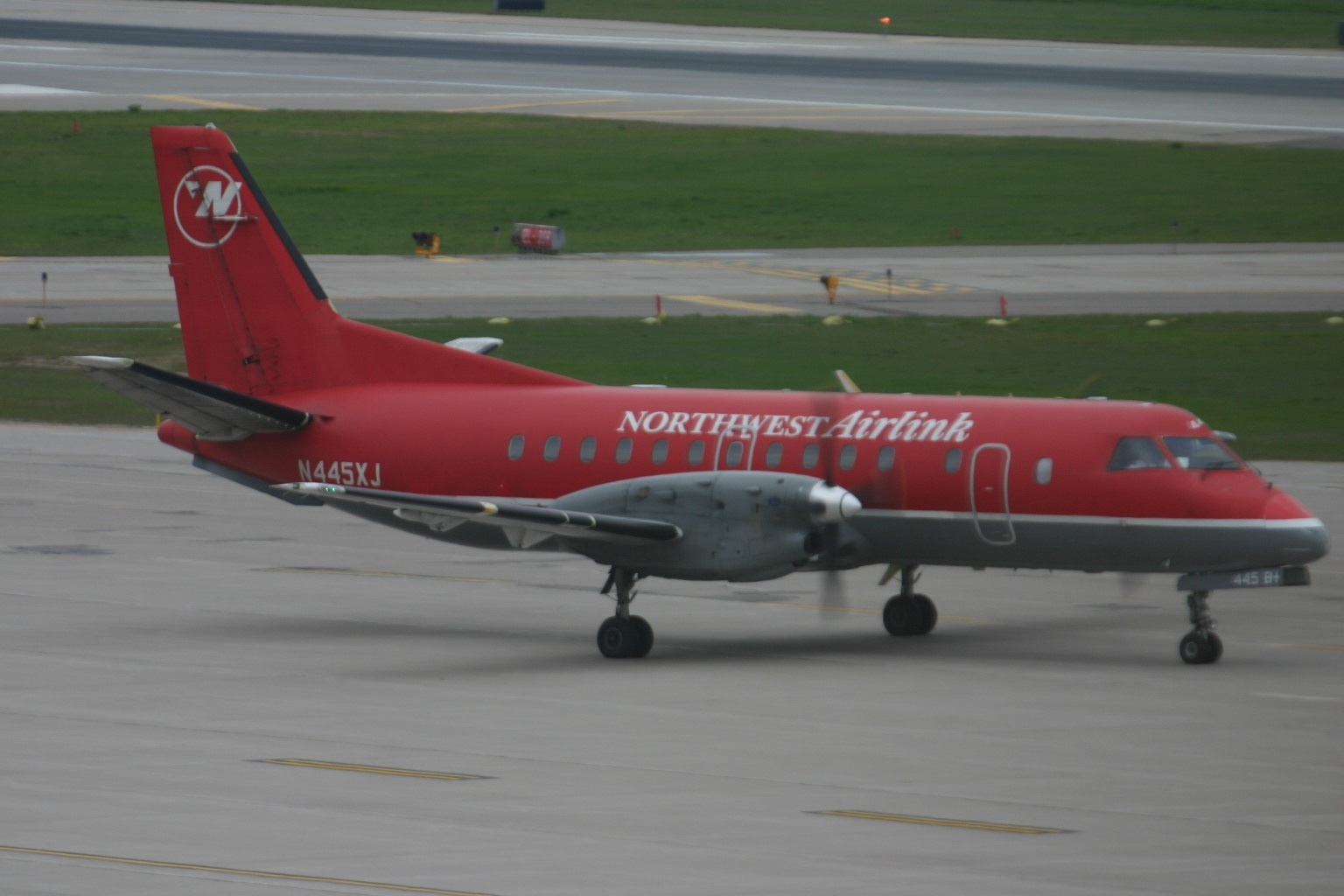
Un Saab 340 in livrea Northwest Airlink.

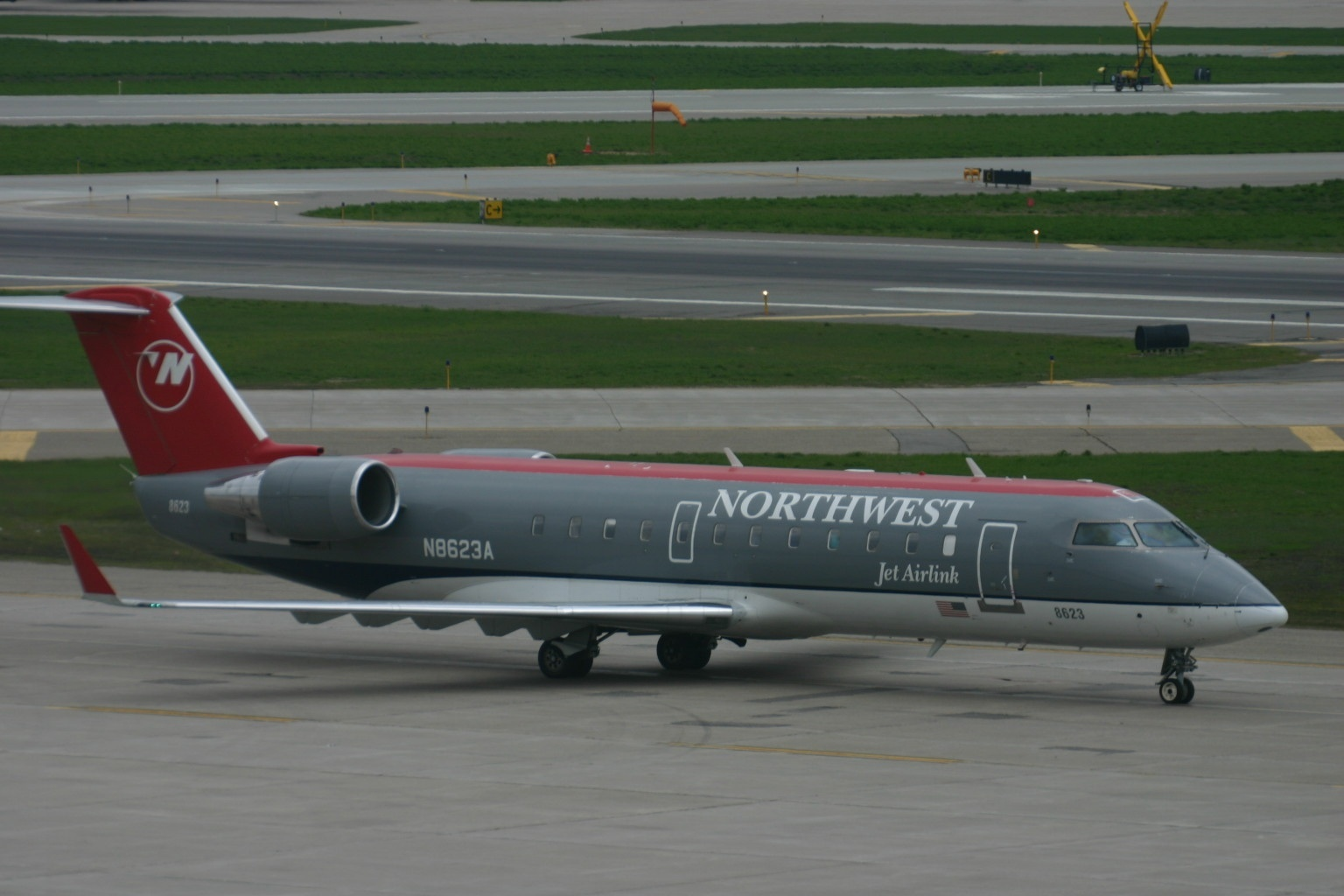
Un Bombardier CRJ-200 di Northwest Jet Airlink nel 2012.

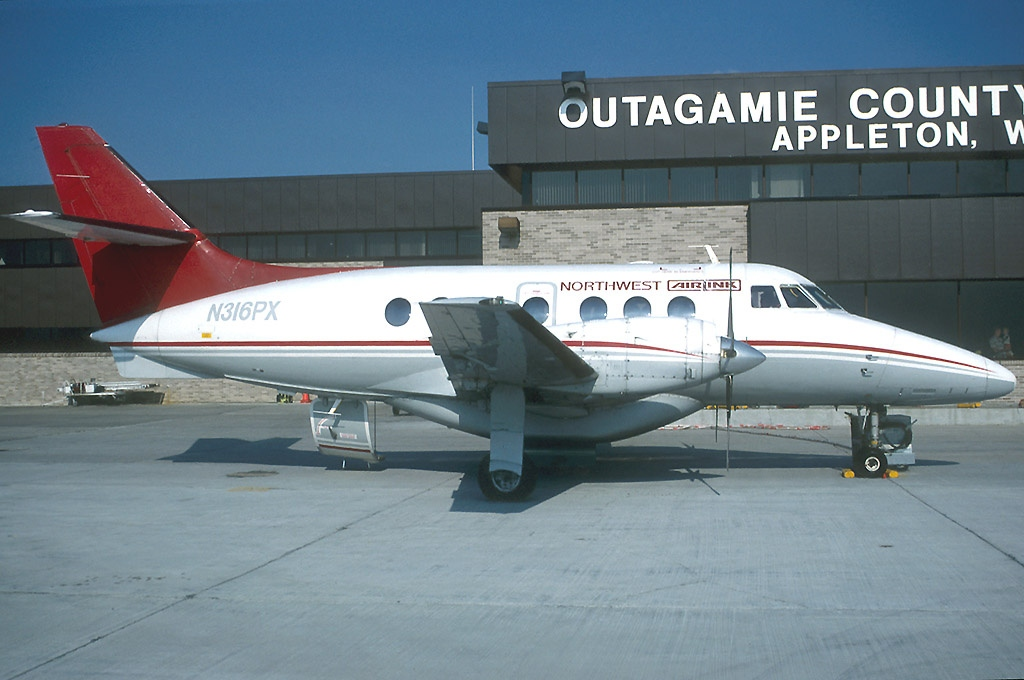
Un Jetstream 31 di Northwest Airlink come quello schiantatosi nel 1993.

Al momento della fusione di Northwest Airlines con Delta Air Lines c'erano ancora diverse compagnie aeree ad operare il servizio Northwest Airlink. Ad esempio Compass Airlines impiegava gli Embraer E-175, Mesaba si serviva dei Bombardier CRJ-200 e 900 e dei Saab 340, mentre Pinnacle Airlines operava con i CRJ200 e i Saab 340.

## Incidenti
- 4 marzo 1987: il volo Northwest Airlink 2268, operato dalla Fischer Brothers Aviation, un CASA 212 registrato come N160FB, era un volo di linea da Mansfield a Detroit, con scalo intermedio a Cleveland, che si schiantò durante l'atterraggio all'aeroporto di Detroit Metropolitano- Contea di Wayne. L'aereo sbandò violentemente a sinistra a circa 70 piedi sopra la pista, slittò a destra colpendo 3 veicoli di supporto a terra davanti alla corsia F e prese fuoco. Su 19 occupanti a bordo (16 passeggeri e 3 membri dell'equipaggio), 9 persero la vita. La causa dell'incidente venne identificata come un errore del pilota.
- 1º dicembre 1993: il volo Northwest Airlink 5719, operato da Express Airlines I, un Jetstream 31 registrato come N334PX , stava volando un servizio di linea notturno dall'aeroporto internazionale di Minneapolis-Saint Paul a International Falls, con scalo tecnico a Hibbing, quando si schiantò durante l'avvicinamento per l'atterraggio all'Aeroporto di Chisholm-Hibbing. L'aereo colpì le cime degli alberi e poi due colline fermandosi capovolto sul lato destro. Tutti i 18 occupanti (16 passeggeri e 2 membri dell'equipaggio) morirono. La causa dell'incidente fu la mancanza di coordinazione dell'equipaggio[1] e la perdita di consapevolezza dell'altitudine durante un atterraggio strumentale notturno.
- 14 ottobre 2004: il volo Pinnacle Airlines 3701 era un Bombardier CRJ200 con un equipaggio di due persone che operavano un volo tecnico (privo di passeggeri) da Little Rock, in Arizona, a Minneapolis, Minnesota. Si schiantò in una zona residenziale a Jefferson City, Montana, a causa dell'equipaggio di volo che spingeva l'aereo oltre le sue capacità e ignorava gli avvisi. Morirono entrambi i piloti. La causa fu uno spegnimento di entrambi i motori, dovuto principalmente al comportamento inappropriato dell'equipaggio.